# Louis Rustin
Pour les articles homonymes, voir Rustin.
Louis Rustin, né le 29 février 1880 dans le 9e arrondissement de Paris et mort le 19 juin 1954 à Clichy, est un cycliste et réparateur de pneus français qui a inventé la rustine.

## Biographie
Né à Paris en 1880, Louis Rustin fait son entrée dans le monde des affaires en 1903, en ouvrant rue Truffaut dans le XVIIe arrondissement de Paris un petit atelier de rechapage de pneumatiques.
Cette période marque le démarrage de l'industrie automobile et l'âge d'or de la bicyclette qui trouve des adeptes dans toutes les couches sociales.
Sportif passionné, Louis Rustin participe à de nombreuses courses et connaît, à cette occasion, tous les désagréments des crevaisons, qui à cette époque, étaient fort nombreuses en raison de l'état des routes.
Louis Rustin s'attache à trouver une solution de réparation rapide, efficace, devant les autres méthodes qui n'étaient que des moyens de fortune.  Mais hélas, ses travaux de recherche sont interrompus par la « Grande Guerre ».  Dès sa démobilisation, il reprend ses travaux et s'installe à Clichy.
Dès 1908 il crée avec son associé Jean Larroque une bande de cuir à coller à l'intérieur de l'enveloppe des pneumatiques. C'est en 1922 qu'il met définitivement au point et dépose les brevets de ces petites rondelles de caoutchouc qui devaient faire le tour du monde : les Rustines. Les brevets couvraient l'invention des Rustines proprement dites mais aussi de la protection de la couche collante et de la languette qui facilitait la séparation des Rustines.
Louis Rustin repose au cimetière sud de Clichy.

## Les Établissements Rustin
Les Établissements Rustin créés pour industrialiser cette invention voient leur production décoller : 28 millions de rustines par mois en 1933.
L'usine est installée à La Chartre-sur-le-Loir (Sarthe).
Cette modeste mais astucieuse invention devient un accessoire indispensable, à tel point que, comme Velcro ou Frigidaire, Rustine entre dans le club très fermé des marques utilisées comme noms génériques.
Le succès de la Rustine est tel que les Établissements Rustin, qui les fabriquent encore aujourd'hui, ne modifient, en cinquante ans, ni l'aspect de l'emballage, ni le slogan de la marque : « unis pour la vie ».